# 宫田俊彦
宫田俊彦（日语： Miyata Toshihiko，？—），日本退役男子乒乓球运动员，曾就读于中央大学。他曾获得1957年世界乒乓球锦标赛男子团体金牌和男子双打铜牌。